# Sorelzement
Sorelzement ist ein in den 1850er/1860er-Jahren von dem französischen Ingenieur Stanislas Sorel entwickelter Säure-Base-Zement, aus dem Sorelbeton als ein spezieller Salzbeton hergestellt wird.
Als Säure fungiert eine wässrige Magnesiumchloridlösung, als Base Magnesiumoxid (gebrannte Magnesia, MgO), welches in technischer Qualität als kaustisch gebrannter Magnesit (KM) bezeichnet wird.  Je nach Reaktivität des verwendeten Magnesiumoxids kommt es innerhalb von Minuten oder aber auch erst nach Stunden zu einem Erhärten des Gemisches:
5 MgO + MgCl2 + 13 H2O → 5Mg(OH)2·MgCl2·8H2O
Die entstehende Verbindung ist ein Magnesiumchloridhydroxid-Hydrat.
Magnesiazement verbindet sich gut mit organischen, porösen Substanzen wie Holz, Kork und Leder und konserviert diese.

## Verwendung

### Wohnungsbau und Industrie
Sorelzement wird für die Herstellung von Industriefußböden und von – trocken anzuwendenden – Schleif- und Poliersteinen für die Marmorindustrie verwendet. Vorteilhaft ist die schnelle Festigkeitsentwicklung und die hohe Endfestigkeit, nachteilig die Auswaschbarkeit des Chlorids aus dem abgebundenen Zement bei Wassereinwirkung.
Solche Bodenbeläge werden als Magnesia- oder Magnesitbeläge bezeichnet. Gegenüber herkömmlichen zementgebundenen Estrichen kann Magnesiaestrich großflächig fugenlos verlegt werden, da er beim Abbinden wenig schrumpft.
Eine Variante der Magnesitestriche sind die als Steinholz bekannte Bodenbeläge. Sie wurden vor allem in der Nachkriegszeit viel im Wohnungsbau – aber auch für gering beanspruchte Böden im gewerblichen Bereich – verwendet. Dem Magnesitbinder bzw. Sorelzement werden erhebliche Mengen Holzmehl (Sägemehl) als Füllstoff beigefügt. Steinholzböden sind fußwarm und angenehm zu begehen, sie besitzen eine gewisse Elastizität.
Ein erheblicher Nachteil aller Magnesitbeläge ist deren geringe Wasserbeständigkeit. Bei Durchfeuchtung quillt das Bindemittel und kann sich großflächig vom Untergrund lösen. Außerdem muss – wegen des im Binder enthaltenen Chlorids – Kontakt mit korrosionsempfindlichen Metallen unbedingt vermieden werden. Auch rostfreier Edelstahl ist in der Regel nicht chloridbeständig.
Der österreichische Hersteller Heraklith bindet Holzwolle mit Sorelzement zur Herstellung von Leichtbauplatten (die aber auch mit herkömmlichem Grau- und Weißzement hergestellt werden).

### Verfüllung im Salzbergbau
Vermischt mit lokal vorhandenem Steinsalz als Zuschlag wird Sorelbeton als spezielle Art des Salzbeton auch zur Verfüllung von Grubenräumen in Salzbergwerken verwendet.

### Barrieren im Salzbergbau-Atommülllager
Sorelzement wird in der Schachtanlage Asse für Strömungsbarrieren verwendet. Es wurden Mischanlagen in deren Nähe errichtet. Baustoffe aus gewöhnlichem Zement werden im Laufe der Zeit durch wasserlösliche Salze zersetzt. Sorelbeton ist hingegen resistent gegenüber den lokal auftretenden Kalisalzen.